# Thomas E. Watson
Thomas Edward "Tom" Watson, född 5 september 1856 i Columbia County, Georgia, död 26 september 1922 i Washington, D.C., var en amerikansk politiker, publicist och författare. Han representerade delstaten Georgia i båda kamrarna av USA:s kongress, först i representanthuset 1891-1893 och sedan i senaten från 1921 fram till sin död. Han var Populistpartiets vicepresidentkandidat i presidentvalet i USA 1896. Partiet, som förde en tynande tillvaro efter sekelskiftet 1900, nominerade Watson som presidentkandidat i 1904 och 1908 års presidentval. Watson profilerade sig först som en förespråkare för fattiga farmare och arbetare, men blev med åren allt mera känd för sina antikatolska och rasistiska åsikter. Han stödde Ku Klux Klan i början av 1900-talet.

## Politisk karriär

### Vänsterpopulist
Watson gick med i demokraterna och i Farmers' Alliance. Han blev invald i representanthuset i kongressvalet 1890. Han bytte genast parti till Populistpartiet som han sedan representerade i representanthuset. Han blev chefredaktör för partitidningen People's Party Paper. Han kandiderade till omval i kongressvalet 1892 men förlorade mot demokraterna som gjorde sig skyldiga till omfattande valfusk. Efter ytterligare en tvivelaktig förlust i kongressvalet 1894 gick motståndaren med på att avgå i förtid som kongressledamot så att fyllnadsval kunde utlysas år 1895. Watson förlorade ändå. Watson var ingen rasist på 1890-talet. Han försökte tvärtom nå fram till fattiga väljare oavsett ras. En av förklaringarna till valförlusten i fyllnadsvalet 1895 var att demokraterna lyckades skrämma bort svarta väljare från valurnorna.
Populistpartiet nominerade William Jennings Bryan till presidentkandidat och Watson till vicepresidentkandidat i presidentvalet 1896. Eftersom Bryan även var demokraternas presidentkandidat, hade han ingen användning för Watson som vicepresidentkandidat. Populisterna nominerade ändå Watson, eftersom de inte kunde acceptera demokraternas vicepresidentkandidat Arthur Sewall. Watson fick i alla fall 217 000 röster som vicepresidentkandidat, en bråkdel av vad Sewall fick som Bryans medkandidat. Av Bryans 176 elektorer röstade 27 för Watson i själva vicepresidentvalet. Republikanerna William McKinley och Garret Hobart vann klart med 271 elektorsröster.

### Högerpopulist och anhängare av Ku Klux Klan
Populistpartiet blev allt svagare med åren. Watsons förmögenhet däremot växte, han tog avstånd från socialismen, och tonade ned sin profil i rättvisefrågor. Han började plötsligt hålla rasistiska, antisemitiska och antikatolska tal. Det var en helt annan Watson som var Populistpartiets presidentkandidat åren 1904 och 1908 i jämförelse med vad han hade representerat före sekelskiftet. Hans bästa prestation som presidentkandidat var 117 183 röster i presidentvalet 1904.
Watson bytte sedan parti tillbaka till demokraterna. Han hetsade upp folkopinionen mot Leo Frank, en i tvivelaktig rättegång morddömd amerikansk jude, som lynchades av Ku Klux Klan i Georgia. Watson blev invald i senaten som demokraternas kandidat i senatsvalet 1920. Han framförde skarp kritik mot Woodrow Wilsons utrikespolitik. Han avled 1922 i en hjärnblödning och efterträddes av Rebecca Latimer Felton.
Watsons grav finns på Thomson City Cemetery i Thomson, Georgia. En staty av Watson finns utanför Georgia State Capitol i Atlanta med inskriptionen "A champion of the right who never faltered in his cause".